# Copa del Món de Futbol de 1930 - Grup 2
El Grup 2 de la Copa del Món de Futbol 1930, disputada a l'Uruguai, estava compost per tres equips, que s'enfrontaren en tres partits. L'equip amb més punts es classificà per a les semifinals.

## Integrants
El grup 2 està integrat per les seleccions següents:
| Iugoslàvia | Brasil | Bolívia |
| ---------- | ------ | ------- |

## Classificació
| Pos | Equip      | PJ | PG | PE | PP | GF | GC | DG | Pts | Classificació       |
| --- | ---------- | -- | -- | -- | -- | -- | -- | -- | --- | ------------------- |
| 1   | Iugoslàvia | 2  | 2  | 0  | 0  | 6  | 1  | +5 | 4   | Avança a semifinals |
| 2   | Brasil     | 2  | 1  | 0  | 1  | 5  | 2  | +3 | 2   |                     |
| 3   | Bolívia    | 2  | 0  | 0  | 2  | 0  | 8  | −8 | 0   |                     |

## Partits

### Iugoslàvia vs. Brasil
| Iugoslàvia             | 2–1     | Brasil        |
| ---------------------- | ------- | ------------- |
| Tirnanić 21' · Bek 30' | Informe | Preguinho 62' |

### Iugoslàvia vs. Bolívia
| Iugoslàvia                                      | 4–0     | Bolívia |
| ----------------------------------------------- | ------- | ------- |
| Bek 60', 67' · Marjanović 65' · Vujadinović 85' | Informe |         |

### Brasil vs. Bolívia
| Brasil                                          | 4–0     | Bolívia |
| ----------------------------------------------- | ------- | ------- |
| Bek 60', 67' · Marjanović 65' · Vujadinović 85' | Informe |         |